# 王處一
王處一（1142年4月15日—1217年5月28日），号玉阳子，山東寧海州東牟（今山東乳山）人。一说玉阳是王處一的字，他的号是介陽子、全阳子或华阳子，是中国金朝、元朝交际时期的一位道教哲学家，是全真七子之一。元世祖封號「玉陽體玄廣度真人」，元武宗加封「玉陽體玄廣慈普度真君」。

## 生平
王處一本名不詳，金熙宗皇統二年壬戌三月十八日（1142年4月15日）生於山東寧海東牟。
金世宗大定八年戊子（1168年）二月，王處一开始从师王重阳，隐居于昆嵛山烟霞洞修行。1188年他应金世宗召赴汴京主持万春节的道事。王處一主张无为，放弃所有的世事，只修心性。王處一也是一位词人，他的多部作品留传至今。
金宣宗貞祐五年丁丑四月二十二日（1217年5月28日），王處一於文登天寶觀端坐而逝。
王處一之母周氏亦隨其出家，王重陽訓名曰德清，號玄靖散人。

## 金庸小說中的王處一
金庸在他的《射雕英雄傳》及《神雕俠侶》中将全真七子描写为文武双全、生死与共的豪侠，其中也包括王處一。王處一的武功在七子之中數次強，在全真教中的威名及武功仅次于師兄长春子丘處機，人称「铁脚仙」，內功修為深厚。因為曾經與人打賭，而独足跂立、凭临万丈深谷，使一招“风摆荷叶”，由此威服河北、山东群豪。徒弟為趙志敬。
但与小说中的人物形象不同的是，史實的王處一並不是一个強烈反金立場鮮明的人物。
登場回數:(射)7-8,11,25-26,34-35,(神)4,27-28
1. ↑  《金蓮正宗仙源像傳》—『玉陽子』